# Сергия (Волконская)
Игу́менья Се́ргия (в миру княгиня Софи́я Васи́льевна Волко́нская, урождённая княжна Урусова; 1808—1884) — игуменья Московского Вознесенского монастыря.

## Биография
Софья Урусова родилась в 1808 году; из дворян; дочь генерал-майора Василия Алексеевича Урусова и Анны Ивановны (в девичестве — Семичевой). В замужестве была за майором Русской императорской армии князем Александром Андреевичем из рода Волконских. Для Александра Волконского это был уже второй брак; его первой женой была Екатерина Ломоносова, которая умерла 16 декабря 1820 года.

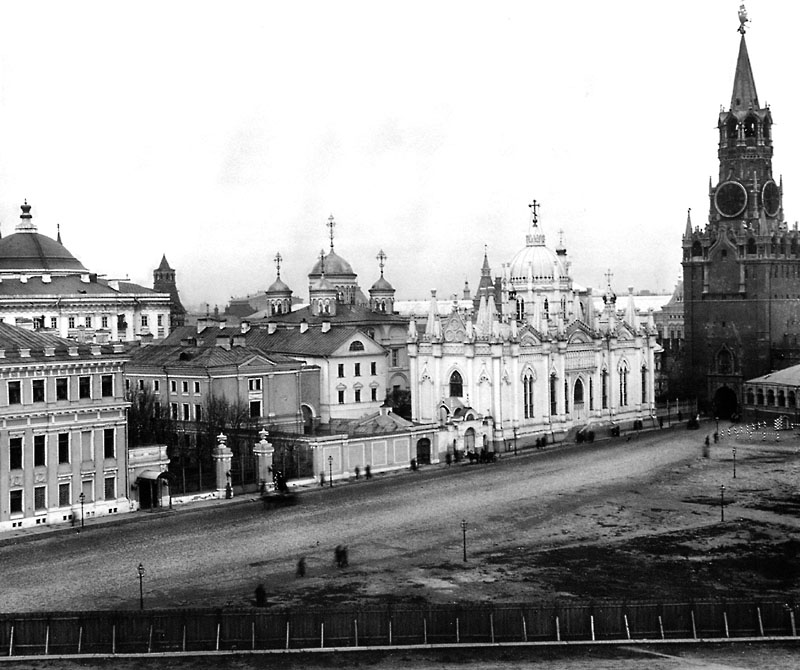
Вознесенский монастырь

После смерти четверых малолетних детей и мужа (супруг умер 30 ноября 1847 года), она поступила в Спасо-Бородинский монастырь Можайского уезда и там с 1848 по 1852 год несла различные послушания: читала в церкви и служила при общей трапезе сестёр.
4 октября 1852 года Софья Урусова-Волконская приняла монашеский постриг с именем Сергии и была назначена настоятельницей Спасо-Бородинского женского монастыря, причём чин посвящения в игуменью провёл митрополит Филарет.
С 1871 года до самой смерти Сергия была игуменьею Вознесенского монастыря в Москве. Оба эти монастыря требовали многих забот и хлопот, но игуменья Сергия не жалела ни своих сил, ни собственных средств: благоустройство обителей, благоговейное отправление богослужения и введение разумности и смысла в церковное чтение и пение были её главными заботами. Её трудами выстроен в Бородинском монастыре Владимирский соборный храм, а в Вознесенском монастыре оба храма приведены в такой благолепный вид, что, по отзыву одного из современников, «лучшего и желать нельзя».
К сёстрам обителей она была приветлива, незлобива и терпелива, обладала знанием Священного Писания и святоотеческих творений; речь её всегда блистала добродушием, остроумием, духовной и светской начитанностью и искренностью; она пользовалась большою известностью.
Сергия Волконская скончалась 20 октября 1884 года во вверенной ей обители.
Похоронена в Донском монастыре.
Изданы письма московского митрополита Филарета к ней.